# Éguas de manada (Dordio Gomes)
Éguas de manada é uma pintura a óleo sobre tela datada de 1929 do artista modernista português Dordio Gomes (1853-1927) datada de 1929 e que está atualmente no Museu Nacional de Arte Contemporânea, em Lisboa.
Segundo Pedro Lapa, Éguas de manada é uma pintura da terceira fase da obra do artista, em que os temas do Alentejo natal assumem preponderância retomando a referência de Cézanne, já presente na fase anterior, e em que reflete uma memória fugidia do Modernismo português; depois de uma primeira marcada pela influência naturalista de Malhoa e de uma segunda, parisiense, em que o Expressionismo e o Cubismo foram vagamente aflorados (como é o caso de Casas de Malakoff no Museu Nacional de Soares dos Reis).

## Descrição
Uma manada de éguas e um potro pastam no campo, sendo três delas de pelagem acastanhada e uma branca e o potro, que está mais perto do espetador, de pelagem escura. Posicionam-se todos de lado, com perfis sobrepostos e alternados, um pouco além de duas árvores com troncos cruzados, à direita, destacando-se em primeiro plano duas aloés.
A obra foi adquirida pelo Estado ao artista em 1956.

## Apreciação

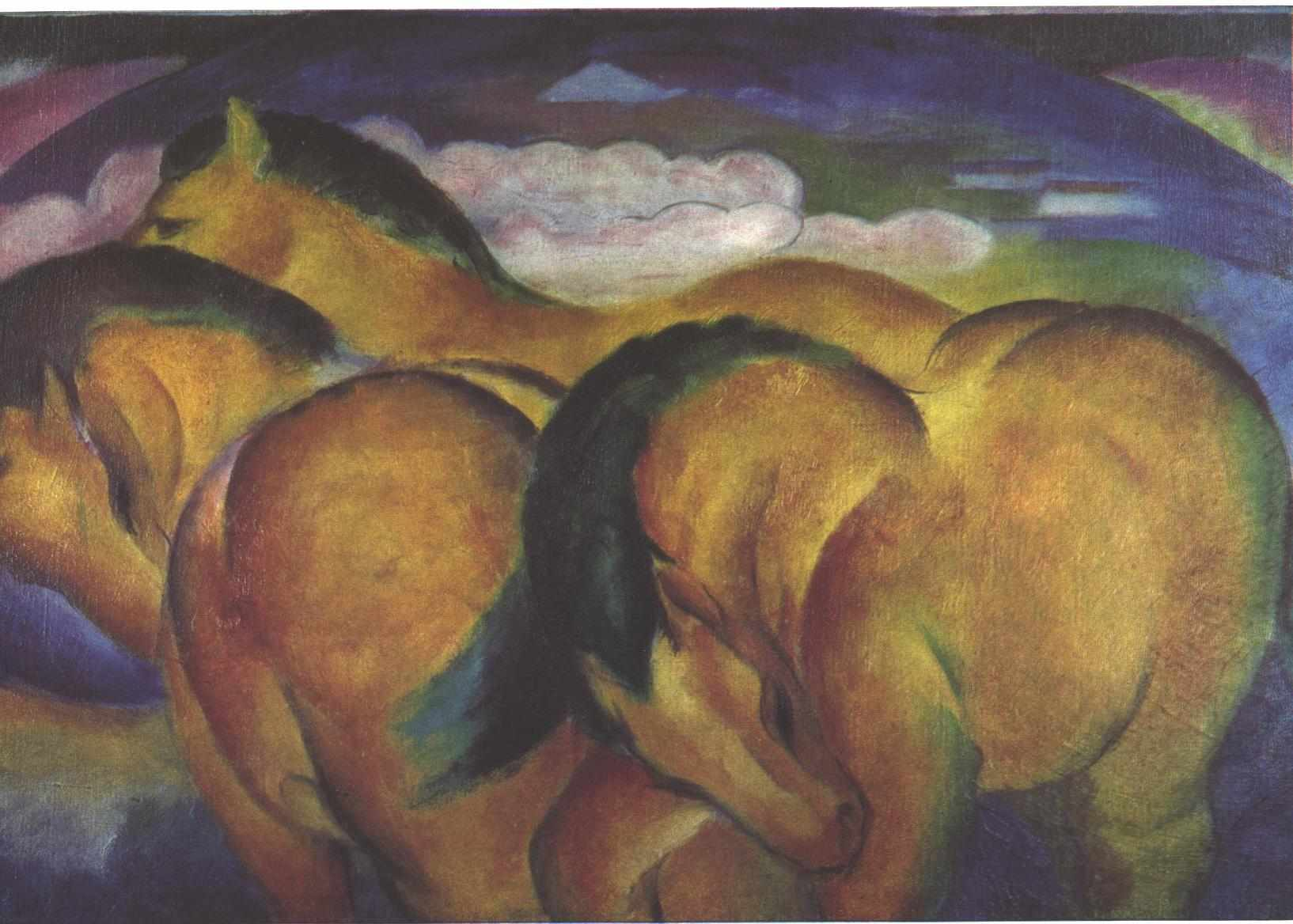
Cavalos pequenos amarelos (Die kleinen gelben Pferde) de Franz Marc (1880-1916), na Staatsgalerie de Estugarda

Ainda segundo Pedro Lapa, a superfície é decomposta em planos pelos vários corpos de várias cores, numa estreita gama cromática característica da pintura de Dordio Gomes. A sobreposição das silhuetas dos cavalos cria uma alternância de direções que dão ritmo à composição. Por outro lado, os aloés, parcialmente cortados em primeiro plano, não só conquistam o espaço aquém da tela, como exaltam uma ideia de natureza selvagem que os cavalos confirmam no seu ambiente natural de liberdade. É provável a inspiração de Dordio na original pintura de Franz Marc e do seu misticismo animalista (um exemplo das inúmeras pinturas de cavalos deste pintor alemão na imagem ao lado), ainda que mantendo diferenças evidentes, que nesta fase da sua obra teve alguma continuidade.

### Ligação externa
- Página oficial do Museu Nacional de Arte Contemporânea